# Baileyville (Illinois)
Pour les articles homonymes, voir Baileyville.
Baileyville est une communauté non-incorporée du comté d'Ogle dans l'état de l'Illinois.

## Géographie
Baileyville est situé à l'ouest de la ville la plus peuplée du comté, Rockford, qui est aussi le siège du Comté de Winnebago.

## Toponymie
La communauté porte le nom d'O. Bailey, un des pionniers de la région.

## Galerie

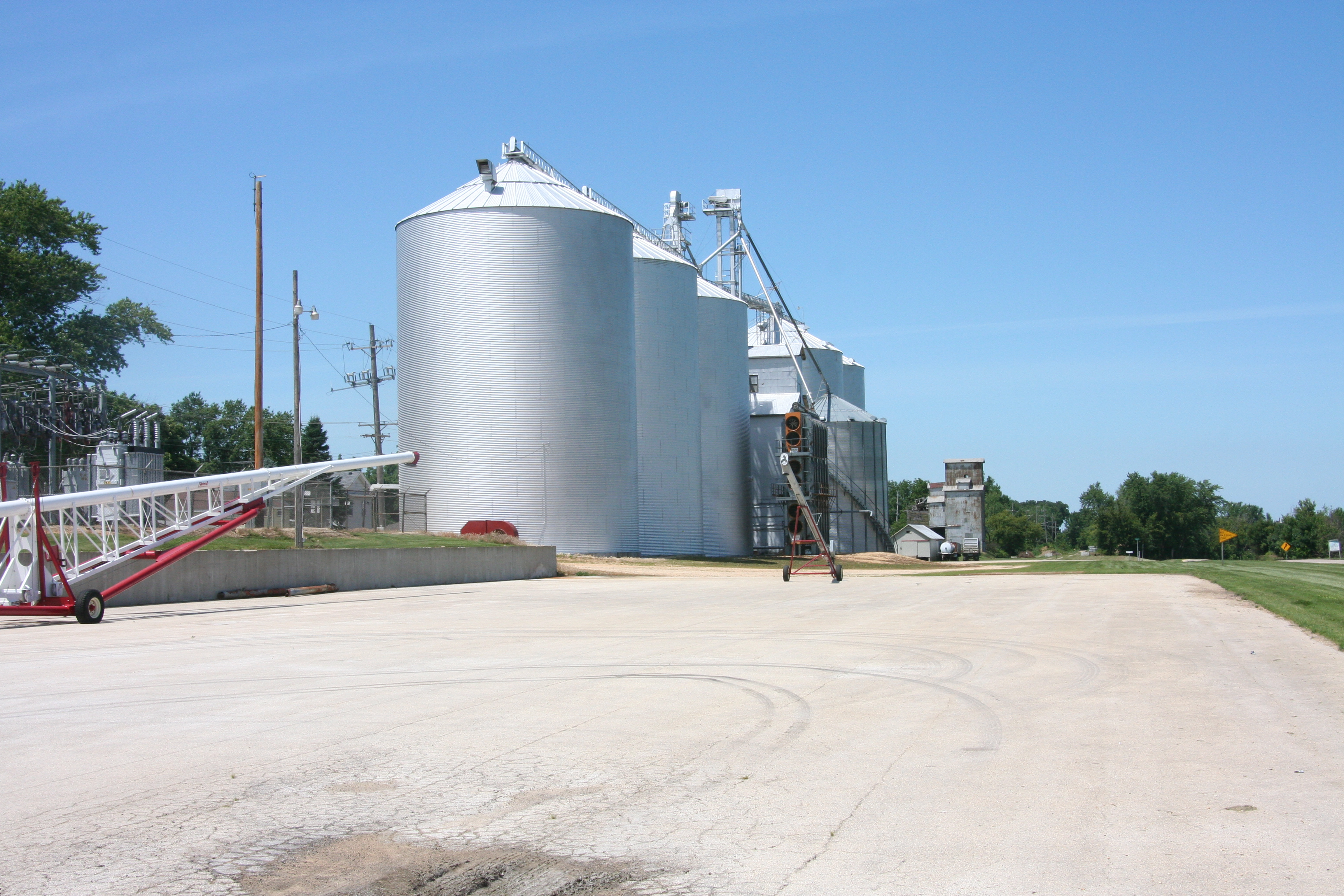
Silos à grains à Baileyville.
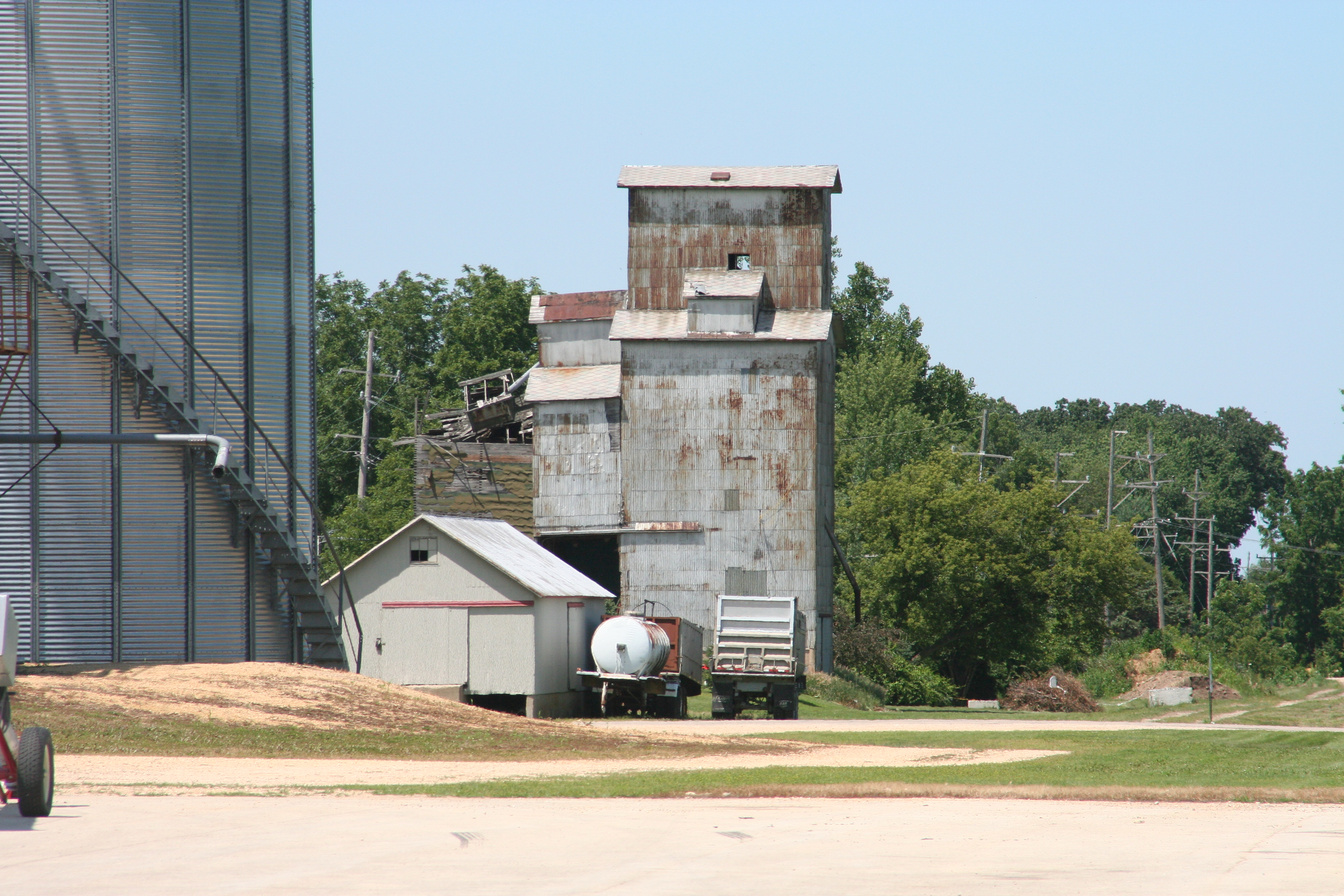
Anciens silos à grains.